# Schweizerische Schillerstiftung

Gabe zu Ehren des Autors Hermann Hiltbrunner, 1945

Die Schweizerische Schillerstiftung in Zürich ist eine gemeinnützige Stiftung, die 1905 – im 100. Todesjahr Friedrich Schillers – gegründet wurde. Ihr Stiftungszweck ist es, «wichtige Werke der schweizerischen Dichtkunst durch jährliche Preise» auszuzeichnen, «begabte schweizerische Schriftsteller» zu fördern und «in Not geratene Schriftsteller und deren Familien» zu unterstützen (zitiert nach der Satzung von 2004). Bis zur Schaffung der Eidgenössischen Literaturpreise im Jahr 2012 war die Schweizerische Schillerstiftung die einzige schweizerische Institution, die Preise und Unterstützungen an Autoren aller vier Landessprachen vergab.

## Geschichte

### 1880: Vorgeschichte 1 – Post aus Weimar
Im Jahre 1880 erhielten Gottfried Keller und Conrad Ferdinand Meyer, die damals bekanntesten deutschsprachigen Schweizer Schriftsteller, Schreiben, in denen die Deutsche Schillerstiftung sie bat, bei einer eventuellen Gründung einer schweizerischen Zweigstelle der Stiftung behilflich zu sein. Diese Stiftung hatte es sich seit 1859 zur Aufgabe gemacht, deutschsprachige Schriftsteller zu fördern und zu unterstützen. Meyer spendete zwar einen höheren Betrag, lehnte aber das Vorhaben ab. Keller lehnte ebenfalls ab, unter deutlichem Hinweis darauf, dass alle Schriftsteller der romanischen Schweiz dann ausgeschlossen sein würden.

### 1882: Vorgeschichte 2 – Vom Turnverein zum Lesezirkel
Hans Bodmer, Mitglied des Turnvereins Hottingen, gründete 1882 als 19-Jähriger mit einigen Freunden den Lesezirkel Hottingen. Gemeinsames Ziel war, «in freier Vereinigung, mittelst Abonnement erster Zeitschriften, die regelmässig zirkulieren, durch Beschaffung gediegener Bücher, den einzelnen mit den Meisterwerken und neuesten Erscheinungen unserer Literatur, mit nützlichen wissenschaftlichen Erkenntnissen zu befreunden. Nebenhin ist ... auf dem Weg der Lektüre zur Veredelung von Geist und Gemüt dasjenige beizutragen, was die Turnerei zur Stählung der Kraft» (zit. nach Bleuler-Waser, Zürich 1907). Die Idee wurde begeistert aufgenommen: Um 1895 hatte der Lesezirkel bereits über 1000 Mitglieder. Bodmer, Präsident des Lesezirkels bis kurz vor der Auflösung 1941, gründete 1902 innerhalb des Lesezirkels Hottingen auch noch den Literarischen Club Zürich, der bis heute existiert.

### Die Gründung anlässlich der Feier zur 100. Wiederkehr von Schillers Todestag
Im Oktober 1904 erhielt auch Bodmer ein Schreiben aus Weimar, das ihn bewegen sollte, in Zürich eine Tochterfiliale der Deutschen Schillerstiftung zu gründen, idealerweise anlässlich der Feiern zum 100. Todestag Friedrich Schillers. Bundesrat Ludwig Forrer, der damalige Vorsteher des Eidgenössischen Departements des Innern, unterstützte wie Bodmer diese Idee zwar grundsätzlich, betonte jedoch, dass es eine eigene, von der Deutschen Schillerstiftung unabhängige Schillerstiftung in der Schweiz geben müsse. So lehnte Bodmer das Angebot aus Weimar ab und betonte dabei noch den besonderen Aspekt der schweizerischen Literatur, den der Dreisprachigkeit. (Nach der Satzung der Deutschen Schillerstiftung hätten nur deutschsprachige, also deutsch-schweizerische Schriftsteller unterstützt werden können.)
Bodmer und sein Lesezirkel Hottingen erreichten zusammen mit Forrer, dass der eidgenössische Nationalrat nicht nur eine Festausgabe des Wilhelm Tell genehmigte, die an 210'000 Schüler verteilt wurde. Es gelang ihnen darüber hinaus, dass der Nationalrat 50'000 Fr. zur Gründung einer schweizerischen Schillerstiftung bereitstellte, unter der Bedingung, «dass zum mindesten ein gleich hoher Betrag aus anderweitigen ... Mitteln aufgebracht werde». Dies, da bisher «mit dem vorgesehenen Bundesbeitrag der Pflicht der Dankbarkeit der schweizerischen Nation gegenüber den Manen des grossen Dichters noch nicht Genüge geschehen sei». Das daraufhin rasch gegründete Komitee zur Gründung eines Fonds für eine schweizerische Schillerstiftung hatte mit seiner Sammlung grossen Erfolg. Die Schiller-Feier anlässlich der 100. Wiederkehr des Todestags in Zürich wurde vom Lesezirkel Hottingen organisiert und wurde offiziell ausgerichtet «zu Gunsten der schweizerischen Schillerstiftung». Schillers Wilhelm Tell stand auch im Mittelpunkt der Festrede Louis Forrers: «In des zweiten Aufzugs zweiter Szene, dem Rütlischwur, steht es geschrieben, das hohe Lied unsrer Freiheit, der politische Katechismus unserer Jugend, die ideale Verfassung des Schweizerbundes.» Dieser 9. Mai 1905 gilt deshalb als Gründungstag der Schweizerischen Schillerstiftung.
Schon Anfang November 1905 betrug das Ergebnis der Sammlungen und Spenden mehr als das Doppelte der vom Nationalrat geforderten Summe, denn über 100'000 Fr. waren bereits zusammengekommen. Die Statuten der neuen Schweizerischen Schillerstiftung wurden noch im November 1905 festgelegt; im Dezember wählte bereits der Bundesrat den Aufsichtsrat der Stiftung. Anfang Januar 1909 endlich genehmigte er die Statuten, womit die Stiftung auch juristisch gültig gegründet war.

### Unterstützung und Ehrung zugleich
In den Anfängen der Schweizerischen Schillerstiftung war ihre Arbeit gemäss den Statuten auf den unterstützenden Aspekt bedürftiger Schriftsteller ausgerichtet, die aber bereits Verdienste erworben haben sollten. Der ehrende Charakter war also gleichrangig. (Die Stiftung war in den ersten Jahrzehnten die einzige schweizerische Institution, die sich dieser Aufgabe stellte.) Um hierfür kontinuierlich finanzielle Mittel bereitstellen zu können, wurden Mitglieder geworben. Die höchste Mitgliederzahl wurde schon 1931 mit ca. 8400 Mitgliedern erreicht. Ausserordentliche Zuwendungen von Bund, Kantonen, Gemeinden, Firmen und Privatpersonen sowie Erbschaften halfen zusätzlich. So konnten Dichternachlässe angekauft und Renten für bedürftige Hinterbliebene finanziert werden. Sogar die Herausgabe literarischer Werke wurde vereinzelt unterstützt, beispielsweise die Ausgabe der Gesammelten Werke von Jeremias Gotthelf.

### Förderung und Ehrung im Mittelpunkt
Doch auch Schriftsteller, die sich nicht in Not befanden, sollten geehrt werden können, zumal es seit der 2. Hälfte des 20. Jahrhunderts immer mehr offizielle Institutionen gab, die die Aufgabe der reinen Unterstützung übernommen hatten: Der Schweizerische Schriftstellerverband (SSV), die grossen Bibliotheken, die Öffentliche Hand, aber auch andere Stiftungen entlasteten die Schweizerische Schillerstiftung. Und das Schweizerische Literaturarchiv hatte den Ankauf von Dichternachlässen übernommen.
Neben dem Grossen Schillerpreis und den anderen eigenen Preisen und Auszeichnungen der Schweizerischen Schillerstiftung nominierten deutschsprachige Jurys die Träger des Schillerpreises der Zürcher Kantonalbank und von 1924 bis 2003 die Welti-Preisträger.

## Auszeichnungen – Ehrengaben – Preise
Die Stiftung vergab ab 1908 (1906?) Preisgelder sowie zwischen 1920 und 2012 ungefähr alle fünf Jahre (insgesamt zwanzig Mal) den Grossen Schillerpreis und jährlich Literaturpreise, die entweder das Gesamtwerk eines Autors oder ein einzelnes Werk honorierten. Ziel war es, unbekannten wie bereits bekannten Schriftstellern Mut zu machen, weiter ihre Texte zu verfassen. Im Laufe ihrer Geschichte vergab die Stiftung ausserdem eine Vielzahl von Dotationen, kleinen und grossen Förder- und Unterstützungsbeiträgen, Renten für Schriftsteller oder deren Hinterbliebene. 2012 begann die Eidgenossenschaft damit, selber nationale Literaturpreise zu verleihen, womit die Preise der Stiftung ihre Daseinsberechtigung verloren. Um der Tätigkeit treu zu bleiben, mit der sie sich einen Namen gemacht hat, rief die Stiftung 2013 den Terra-Nova-Preis ins Leben. Er wird an Autorinnen und Autoren, meist für ein Debüt, vergeben sowie auch an Übersetzerinnen und Übersetzer.
Bis 2012 ehrte die Stiftung pro Jahr die ausgewählten Schriftsteller mit bis zu 100'000 Fr. Exemplarisch sind hier einige Ehrungen aufgeführt, um das Spektrum der Fördermassnahmen zu zeigen:

### Gesamtwerkspreise
Gesamtwerkspreise der Schweizerischen Schillerstiftung (in Autorenviten etwa «Literaturpreis» bzw. «Schillerpreis der Schweizerischen Schillerstiftung» oder «Schweizerischer Schillerpreis» genannt), dotiert bis zu 10'000 Fr., erhielten:
Mario Agliati (1992), Ernest Ansermet (1964), Renato P. Arlati (1996), Claude Aubert (1958), Grethe Auer (1928), Albert Bächtold (1971), Emil Balmer (1948), Daniel Baud-Bovy (1928), Ulrich Becher (1976), Jean-Luc Benoziglio (1998), Maja Beutler (1983), Piero Bianconi (1979), Peter Bichsel (1987), S. Corinna Bille (1974), Ruth Blum (1965), Franz Böni (1989), Léon Bopp (1967), Beat Brechbühl (1999), Arnold Büchli (1932), Jakob Bührer (1966), Emmanuel Buenzod (1953), Hermann Burger (1988), Ernst Burren (1997), Ugo Canonica (1995), Pierre Chappuis (1997), Jacques Chenevière (1959), Charly Clerc (1956), Jeanlouis Cornuz (1991), Pierre Courthion (1959), Anne Cuneo (1979), Flurin Darms (1974), Hans Leopold Davi (2001), Martin R. Dean (1994), François Debluë (2004), Claude Delarue (2003), Ursicin G. G. Derungs (1999), Adelheid Duvanel (1988), Albert Ehrismann (1975), Fritz Enderlin (1954), Alfred Fankhauser (1953), Remo Fasani (1975), Heinrich Federer (1926), Anna Felder (1998), Jean-Claude Fontanet (1990), François Fosca (1963), Dieter Fringeli (1993), Max Frisch (1955), Adolf Fux (1963), Bertil Galland (1986), Edmond Gilliard (1954), Karl Grunder (1946), Hanspeter Gschwend (2000), Georges Haldas (1972), Vic Hendry (1992), Jean Hercourt (1960), Hans Rudolf Hilty (1985), Federico Hindermann (2003), Franz Hohler (1991), Erwin Jaeckle (1969), Gotthard Jedlicka (1958), Hanna Johansen (2002), Göri Klainguti (2005), John Knittel (1928), Adolf Koelsch (1927), Joseph Vital Kopp, Ágota Kristóf (2005), Monique Laederach (2000), Charles-François Landry (1957), Cécile Lauber (1964), Gertrud Leutenegger (1986), Roger Lewinter (1990), Fritz Liebrich (1932), Horia Liman (1993), Hans Manz (1994), Otto Marchi (1990), Kurt Marti (1986), Pierre-Louis Matthey (1954 und 1969), Niklaus Meienberg (1993), Gerhard Meier (1986), Helen Meier (2000), Jacques Mercanton (1971), Michel Mettler (2006), E. Y. Meyer (1984), Adolf Muschg (1988), Walter Muschg (1959), Paul Nizon (1982), Giorgio Orelli (1974), Rose-Marie Pagnard (1999), Erica Pedretti (1995), Oscar Peer (1996), Jean-Paul Pellaton (1994), Georges Piroué (1973), Max Pulver (1952), Kuno Raeber (1989), Marcel Raymond (1968), Josef Reinhart (1952), Albert Rheinwald (1932 und 1956), Fritz Ringgenberg (1967) Gustave Roud (1970), Denis de Rougemont (1962), Max Rychner (1953), Léon Savary (1960), Piero Scanziani (1997), N. O. Scarpi (1965), Walter Schenker (1983), Hansjörg Schertenleib (1988), Hansjörg Schneider (2003), Monique Schwitter (2006), Robert Seidel (1932), Fritz Senft (1984), Walther Siegfried (1924), Gerold Späth (1983), Gion Not Spegnas (1963), Henry Spiess (1919), Jean Starobinski (1961 und 1975), Albert Steffen (1925), Jörg Steiner (1995), Victor Stupan (1976), Pierre-Alain Tâche (1975), Georg Thürer (1961), Robert de Traz (1924), Gilbert Trolliet (1968), Benjamin Vallotton (1927), Walter Vogt (1972), Alexandre Voisard (1994), Jean-Bernard Vuillème (1995), Jean Vuilleumier (1978), John Friedrich Vuilleumier (1968), Otto F. Walter (1978 und 1989), Silja Walter (1956 und 1992), Albert J. Welti (1954), Markus Werner (2005), Urs Widmer (1985 und 2004), Carl Friedrich Wiegand (1927), Heinrich Wiesner (1973), Alfred Wild (1971), Otto Wirz (1945), Laure Wyss (1998), Yvette Z’Graggen (1996), Henri de Ziegler (1929 und 1965), Hans Zulliger (1949).

### Einzelwerkpreise
Einzelwerkpreise der Schweizerischen Schillerstiftung, dotiert bis 10'000 Fr., wurden neben vielen anderen verliehen an:
Kurt Aebli für Ameisenjagd (2004), Elisabeth Aman für Das Vermächtnis (1952), Jürg Amann für Am Ufer des Flusses (2001), Jürg Beeler für Die Liebe (2002), Donata Berra für Santi quattro coronati (1993), Peter Bichsel für Eigentlich möchte Frau Blum den Milchmann kennenlernen (1964) und für Cherubin Hammer und Cherubin Hammer (1999), Hans Boesch für Der Kreis (1998), für Der Sog (1988) und für Die Fliegenfalle (1969), Aurelio Buletti für Trenta racconti brevi (1984) und für E la fragile vita sta nel crocchio (2006), Carl Jacob Burckhardt für Gestalten und Mächte (1942), Erika Burkart für Geist der Fluren (1958) und für ihr lyrisches Schaffen (1971), Pietro De Marchi für Replica (2007), Walter Matthias Diggelmann für Freispruch für Isidor Ruge (1967), Jürg Federspiel für Orangen und Tode (1962) und für Museum des Hasses. Tage in Manhattan (1970), Dieter Forte für Auf der anderen Seite der Welt (2005), Eleonore Frey für Aus Übersee (2001), Ursula Fricker für Fliehende Wasser (2004), Max Frisch für Jürg Reinhart (1935), Adolf Fux für Hilarius (1946), Zsuzsanna Gahse für durch und durch, Müllheim/Thur in drei Kapiteln (2004), Christoph Geiser für Warnung für Tiefflieger (1974), für Grünsee (1978) und für Über Wasser. Passagen (2004), Gustav Gamper (1944) für den 3. Band seines Gesamtwerkes; Fernando Grignola für La mamm granda da tücc (1985) und Radìsa innamùrada (1998); Kurt Guggenheim für Sieben Tage (1936), für Wilder Urlaub (1942), für Wir waren unser vier (1950) und für Sandkorn für Sandkorn (1960), Rudolf Hägni für seine volkstümlichen Dichtungen (1949), Sophie Haemmerli-Marti für Mis Aargäu (1939), Reto Hänny für Am Boden des Kopfes, Verwirrungen eines Mitteleuropäers in Mitteleuropa (1991), Christian Haller für Trilogie des Erinnerns (2007), Eveline Hasler für Novemberinsel (1980), Hermann Hesse für Neue Gedichte (1937) und für Das Glasperlenspiel (1944), Silvio Huonder für Adalina (1998), Thomas Hürlimann für Vierzig Rosen (2007) und für Das Gartenhaus (1990), Max Huwyler für De Wind hed gcheert (1994), Meinrad Inglin für Grand Hotel Excelsior (1929), für Jugend eines Volkes (1934) und für Schweizerspiegel (1939), Gilberto Isella für Corridoio polare (2007), für Le vigilie incustodite (1989) und für Discordo (1994), Ágota Kristóf für La preuve (1988), Tim Krohn für Dreigroschenkabinett (1998), Walter Laedrach (1939) für Passion in Bern, Silvana Lattmann für Fessura (1984) und Malâkut (1997), Cécile Lauber für Die Wandlung (1930), Maria Lauber für Chüngold (1951), Hugo Loetscher für Abwässer, ein Gutachten (1964), Leopoldo Lonati (2006), Cécile Ines Loos für Matka Boska (1930), Carl Albert Loosli für Mys Dörfli (1910), Jean-Georges Lossier für Haute Cité (1943), Catherine Lovey für L'Homme interdit (2006), Hans Manz für Die Wachsamkeit des Schläfers (1994), Herbert Meier für Verwandtschaften (1963), Klaus Merz für Los (2005), Albert Meyer für Homer bärndütsch (Jahr?), Hans Mühlestein (1906), Adolf Muschg für Im Sommer des Hasen (1966), Pericle Patocchi für Colombes délivrées (1942) und für Pure Perte (1960), Jacques Probst für Huit monologues (2006), Fabio Pusterla für Concessione all'inverno (1986), für Pietra sangue (2000) und für Corpo stellare (2011), René Regenass für Portrait eines Portiers (1980), Charles Ferdinand Ramuz für Aimé Pache, peintre vaudois (1920) und für Terre du ciel (1922), Alice Rivaz für Nuages dans la main (1942) und für L'alphabet du matin (1969), Emil Ernst Ronner für Friedberg (1952), Theres Roth-Hunkeler für Erzähl die Nacht (2001), Denis de Rougemont für Le paysan du Danube (1934) und für Penser avec les mains (1937), Tresa Rüthers-Seeli für Jeu sai e sai da nuot/Ich weiss und weiss von nichts  (2004), Wanda Schmid für Friedhofsgeflüster (2000), Margrit Schriber für Aussicht gerahmt (1977), Ruth Schweikert für Augen zu (1999), Gerold Späth für Stilles Gelände am See (1992), Beat Sterchi für Blösch (1984), Alain Claude Sulzer für Ein perfekter Kellner (2005), José-Flore Tappy für Hangars (2007), Leo Tuor für Settembrini – Veta e meinis (2007), Robert Walser für Poetenleben (1919), Albert J. Welti für Servet in Genf (1931) und für Martha und die Niemandssöhne (1948), Urs Widmer für Die Forschungsreise (1975), Jost Winteler für Tycho Pantander (1918), Verena Wyss für Versiegelte Zeit (1985) und für Verdecktes Spiel (1997), Maurice Zermatten für Le coeur inutile (1938), Emil Zopfi für Jede Minute kostet 33 Franken (1978) und für Die Fabrikglocke, Vom Aufstand der Glarner Stoffdrucker (1992), Giuseppe Zoppi für Quando avevo le ali (1926), für Montagna (1932), für Mattino. Poemetto d'amore (1935) und für Azzurro sui monti (1937), Matthias Zschokke für Ein neuer Nachbar (2002) und für Maurice mit Huhn (2006).